# 中峰镇 (竹溪县)
中峰镇，是中华人民共和国湖北省十堰市竹溪县下辖的一个乡镇级行政单位。

## 行政区划
中峰镇下辖以下地区：
鹰嘴石村、灌沟村、中梁村、长岭村、梅探沟村、擂子坡村、花桥寺村、彭峪沟村、朝阳村、松树沟村、狄裕沟村、汤家湾村、石板桥村、青草坪村、同庆沟村、小南沟村、邓家坝村、寺沟村、樟扒沟村、庙耳沟村、双河口村、柏杨树垭村、甘家岭村、大南沟村、汤家坝村、乐园村、刘家湾村、中峰观村和易家山茶场。

## 中国传统村落
2012年，甘家岭村被评为首批“中国传统村落”。